# Bordes, Hautes-Pyrénées
Bordes là một xã thuộc tỉnh Hautes-Pyrénées trong vùng Occitanie tây nam nước Pháp. Khu vực này có độ cao trung bình 275 mét trên mực nước biển.